# Associazione nazionale educazione fisica
L'Associazione nazionale educazione fisica nota anche con l'acronimo ANEF, (ente morale nel 1955), è la prima associazione di categoria nata nell'immediato dopoguerra per volontà dei docenti di educazione fisica consapevoli della necessità di ricondurre l'educazione fisica nella scuola.
A questa fece seguito l'Associazione degli studenti e diplomati in educazione fisica (ANDES-ISEF), sorta per la difesa del titolo rispetto a coloro che, sprovvisti, avevano costituito la FNIEF. Qualche tempo dopo vennero costituite l'Unione nazionale insegnanti di educazione fisica (UNIEF) e poi la FIEFS, la Federazione italiana educatori fisici. Attualmente l'ANEF risulta integrata all'interno della FIEFS assieme all'ANIEFAT (Associazione nazionale insegnanti educazione fisica amatori tennis) ed allo CSEF (Centro studi educazione fisica).

## Storia dell'ANEF
Nell'immediato periodo post bellico a causa della scarsità di palestre (che permane sino agli anni '50), l'educazione fisica viene praticata in condizioni di fortuna. È in questo clima di forte desiderio di ricostruzione che gli insegnanti di educazione fisica costituiscono l'associazione nazionale di educazione fisica, riuscendo ad ottenere dal ministero della pubblica istruzione un ruolo transitorio speciale, con trattamento giuridico ed economico uguale a quello degli insegnanti delle scuole medie. Grazie all'impegno dell'ANEF sorge a Roma il primo Isef presso il foro italico su iniziativa del prof. Gotta e di altri docenti dell'ANEF. Le lezioni per la preparazione dei docenti continuarono comunque ad essere insufficienti ed il sistema di reclutamento piuttosto vago.
Nel medesimo periodo l'ANEF si oppone, e di fatto impedisce, che venga costituita presso l'Università degli Studi di Trieste una scuola superiore di educazione fisica.
Nel corso del 1952, proprio in un congresso promosso dall'ANEF, Pio XII, pronunciava un discorso sugli scopi della ginnastica, definendoli non meno importanti degli scopi morali..
Per diverso periodo l'ANEF si è incaricata della pubblicazione dei Quaderni tecnico-scientifici dell'ANEF, strumento tecnico-divulgativo nel settore dell'educazione fisica e delle scienze motorie.

## L'ANEF oggi
Oggigiorno l'ANEF è tecnicamente parte fondante della FIEFS (Federazione italiana educatori fisici e sportivi), con la quale condivide spirito, iniziative e parte delle infrastrutture organizzative, oltre che dell'organo ufficiale di divulgazione: la rivista Educazione Fisica e Sport nella Scuola, fondata da Serafino Mazzarocchi nel 1947.